# Mexicali (ciutat)
Mexicali és la ciutat capital de l'estat mexicà de Baixa Califòrnia i cap del municipi homònim. just a la frontera entre els Estats Units i Mèxic; és la ciutat d'Amèrica Llatina que es troba més al nord, amb una latitud de 32° 40′ N. Té una població aproximada de 855.000 habitants i forma una conurbació transnacional amb la ciutat nord-americana de Calexico, Califòrnia.
El 1900 una companyia nord-americana va rebre el permís del president mexicà d'aleshores, Porfirio Díaz, per a crear-hi un canal que irrigués les terres seques del nord amb el riu Colorado; i aquesta conca va ser anomenada la Vall Imperial. El març de 1903 hi van arribar els primers 500 agricultors; el 1904 ja s'hi havien assentat 10.000 persones que llauraven les terres per produir-hi cotó, fruites i verdures; i que s'havien unit als primers treballadors que havien construït els canals. En veure que la vall fèrtil era subdesenvolupada, un altre sindicat nord-americà va començar a construir un sistema d'irrigació per a la vall. En comptes d'utilitzar mà d'obra mexicana, aquest sindicat hi va portar mà d'obra xinesa, molts dels quals s'hi establirien permanentment, tant del costat mexicà com del costat nord-americà. La tradició diu que els residents van inventar els noms de les ciutats de les paraules "Mèxic" i "Califòrnia" i, així, el nom de la ciutat mexicana seria "Mexicali" i el de la ciutat nord-americana, "Calexico".
Al llarg del segle xx s'ha desenvolupat fins a convertir-se en una ciutat industrial i centre agrícola, i una de les ciutats més diverses i multiculturals de Mèxic.